# Perungalathur
Perungalathur is een panchayatdorp in het district Chengalpattu van de Indiase staat Tamil Nadu. 

## Demografie
Volgens de Indiase volkstelling van 2001 wonen er 19.343 mensen in Perungalathur, waarvan 51% mannelijk en 49% vrouwelijk is. De plaats heeft een alfabetiseringsgraad van 82%. 